# Паредеш-ду-Байру
Паредеш-ду-Байру (порт. Paredes do Bairro) — район (фрегезия) в Португалии, входит в округ Авейру. Является составной частью муниципалитета Анадия. Находится в составе крупной городской агломерации Большое Авейру. По старому административному делению входил в провинцию Бейра-Литорал. Входит в экономико-статистический субрегион Байшу-Воуга, который входит в Центральный регион. Население составляет 1092 человека. Занимает площадь 6,73 км².
Покровителем района считается Апостол Фома (порт. São Tomé).